# Eduard Neide
Eduard Heinrich Neide (* 1. August 1818 in Magdeburg; † 28. August 1883 in Charlottenburg bei Berlin) war ein deutscher Gartenarchitekt und königlich preußischer Gartendirektor.

## Familie
Er war ein Enkel von Johann Georg Christoph Neide und der jüngste Sohn des Arztes Friedrich August Neide und dessen Ehefrau Maria Neide.
Er heiratete am 17. Mai 1856 in Berlin (Ev. Petrikirche) Anna Margarethe Nitze (* Berlin 22. April 1837, † Charlottenburg 14. August 1908).
Die ältere Tochter, Margarethe Dorothea Luise (* Charlottenburg 4. August 1860, † Wernigerode) war verheiratet (1. Mai 1886 Garnisonsgemeinde Spandau) mit Oberleutnant Richard von Lessel (* Erfurt 23. Juli 1853, † Wernigerode), dem Bruder von Emil von Lessel.
Die jüngere Tochter, Marie Henriette Auguste (* Charlottenburg 15. Juni 1861, † unbekannt) blieb unverheiratet und lebte zuletzt in Berlin.

## Ausbildung und Beruf
Eduard Neide besuchte wie sein Großvater und sein Vater das Domgymnasium Magdeburg, jedoch wohl ohne Abschluss, so dass sein Vater auf die gärtnerischen Neigungen seines Sohnes eingehend ihn zunächst in die Obhut seines gärtnerisch gebildeten Onkels, Anton Jacob, gab.
Eventuell anlässlich eines ärztlichen Hausbesuches seines Vaters bei Johann Gottlob Nathusius erkannte Eduard Neide angesichts der von Nathusius betriebenen Althaldenslebener Baumschulen seine Bestimmung.
Er setzte seine Ausbildung in Potsdam und Berlin fort und unternahm eine Informationsreise durch Belgien und England, bevor er in die Dienste des Königlichen Thiergartens trat, wo er sich vom Gartengesellen über die Stellung eines Obergärtners, Garteninspectors und Tiergartendirektors zum Königlichen Gartendirektor hocharbeitete.
Eduard Neide war, wie in mehreren hier zitierten Quellen angemerkt, ein Schüler des königlich-preußischen General-Gartendirektors Peter Joseph Lenné (1789–1866).

## Werke
In dem Buch Ausgeführte Gartenanlagen von 1884 beschreibt Tiergarten-Obergärtner Hermann Geitner (1848–1905) posthum zehn von Eduard Neide geschaffene Werke unter Beifügung von meist farbigen Plänen.
Darunter befinden sich an öffentlichen Arbeiten in Berlin der Königsplatz und die Luiseninsel.
Ferner geht in Berlin die Gestaltung der Gartenflächen des Kolonnadenhofes vor der Alten Nationalgalerie auf die Planung Eduard Neides zurück, wozu auch der Entwurf des Vierpassbrunnens gehörte.
Diese geometrische Form hatte er bereits für die beiden Brunnen auf dem Königsplatz verwendet.
Von der Anlage des Königsplatzes hat sich eine eigenhändige Zeichnung Neides in Gestalt einer von Titzenthaler im Jahr 1930 gefertigten Fotografie erhalten.
Aus dem Buch von Geitner und dem Nachruf von Kurtz ergibt sich, dass Eduard Neide weit über die Grenzen Berlins u. a. in Saarbrücken (Schloss Halberg), in Hamburg und vielfach in Schlesien (u. a. Pless, Fürstenstein, Wallwitz) tätig war; so auch im ehemals niederschlesischen Herzogswaldau im Landkreis Lüben (heute Lubin/Polen), wo er für den Inhaber der Geheimen Oberhofdruckerei, von Decker die Gestaltung der Parkanlage für Schloss Dittersbach plante.
Im Oderbruch legte er für Johann Gottlieb Koppe in dessen Domäne Wollup den Park an, der wohl heute noch in Rudimenten erkennbar ist.
1856 beauftragte Gustav Gans zu Putlitz Eduard Neide mit der Verschönerung des Gutsparks von Schloss Retzin in der Prignitz.
Ebenfalls in der Prignitz gestaltete Eduard Neide bereits 1847 den Gutspark Hoppenrade für die Familie (von) Freyer, und obwohl „die Anlage insgesamt durch die landwirtschaftliche Nutzung nach der Bodenreform schwer gelitten hat, kann man die hohe Kunst Neides bis heute nachempfinden“.
Die Parkanlage steht heute unter Denkmalschutz, der jedoch durch Belange des Naturschutzes in Gestalt eines Bibers bedroht ist.
Zwischenzeitlich hat sich der Bieber gegenüber dem Denkmalschutz behauptet.
Mitte des 19. Jahrhunderts gestaltete Neide zusammen mit Peter Josef Lenné den um 1730 entstandenen Schlosspark Trebnitz (Mark) als Landschaftspark neu.
Noch vorhanden ist die auf die Planung von Eduard Neide zurückgehende und von Hofgärtner Herrmann Sigismund Neumann umgesetzte, gemeinsam für die beiden Elbschlösser Schloss Albrechtsberg (Dresden) und Lingnerschloss gestaltete Parkanlage.
Zusammen mit Heinrich Gaerdt war Eduard Neide mindestens seit 1859 Herausgeber von Wredow’s Gartenfreund. Eine Anleitung zur Erziehung und Behandlung der Gewächse im Blumen-, Gemüse- und Obstgarten in Wohnzimmern, Gewächshäusern und Mistbeeten sowie der Bäume und Ziersträucher im freien Lande.

## Sonstiges
In seiner Heirats- und Sterbeurkunde sind die Vornamen Friedrich Hermann Eduard angegeben.
Eduard Neide wohnte zuletzt im Haus Nr. 4 in der Berliner Straße, heute Straße des 17. Juni, in Charlottenburg.
Es dürfte sich um den Thiergartenhof gehandelt haben, wie er im Plan von 1893 an der Ecke Bachstraße, die in diesem Bereich damals die Grenze zwischen Charlottenburg und Berlin darstellte, eingezeichnet ist und auch noch 1921 vorhanden war.
Spätestens mit der Verbreiterung der Charlottenburger Chaussee und der Berliner Straße während des „Dritten Reiches“ auf 85 m im Zuge der „Ost-West-Achse“ dürfte das Gebäude abgetragen worden sein.